# David Lynch
David Keith Lynch (n. 20 ianuarie 1946, Missoula⁠(d), Montana, SUA – d. 16 ianuarie 2025, Taft⁠(d), California, SUA) a fost un producător, regizor, compozitor și scenarist de film american.
Filmele lui Lynch sunt cunoscute pentru elementele lor de suprarealism, secvențele de vis și coșmar, imaginile stranii de multe ori cu elemente distincte de noir și neo-noir, coloana sonoră creată cu meticulozitate. Deseori, creațiile sale explorează misterele orășelelor (ficționale, dar "tipice") din Statele Unite (Blue Velvet și serialul de televiziune Twin Peaks) sau ale marilor metropole (Lost Highway, Mulholland Drive).
In decursul îndelungatei sale cariere, Lynch a dezvoltat o abordare consistentă a povestirii și un stil vizual (adesea conotat ca lynch-ian) pe care spectatorii din lumea întreagă le recunosc imediat. Deși nu a fost niciodată un factor major al vânzărilor, Lynch a fost un favorit permanent al criticilor de film și are un număr impresionant de fani devotați.

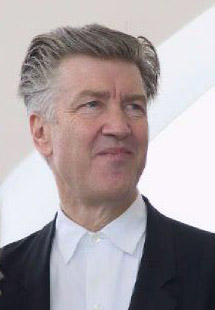
David Lynch la Cannes, 2001

## Cariera

### Tinerețea
Lynch a urmat cursurile liceului la Corcoran School of Art în Washington, D.C. S-a înscris apoi la School of the Museum of Fine Arts din Boston, Massachusetts, un an înainte de a pleca în Europa cu intenția de a studia cu pictorul expresionist Oskar Kokoschka. Deși plănuise să stea trei ani, Lynch s-a întors în Statele Unite după numai 15 zile.

### Philadelphia și scurt metrajele
În 1966, Lynch s-a mutat la Philadelphia, unde a urmat Academia de Arte Frumoase din Pennsylvania (PAFA) și a făcut o serie de mozaicuri complexe în forme geometrice pe care le-a denumit Simfonii industriale. Tot aici a început să lucreze la filme. Primul său scurt metraj Six Figures Getting Sick (1966), pe care îl descrie ca "57 de secunde de creștere și foc și trei secunde de vomă", a fost proiectat în buclă la o expoziție de artă. A câștigat concursul anual de film al Academiei.
Incepând cu 1970, Lynch și-a concentrat atenția asupra filmului. A beneficiat de o bursă de 5.000 de dolari de la Institutul de Film American (conform American Film Institute, sau AFI) pentru a produce The Grandmother, un film despre un băiat neglijat care își "crește" o bunică dintr-o graunță. Filmul de 30 de minute conține deja multe elemente care vor deveni tradiționale pentru Lynch, printre care sunete și imagini neliniștitoare și interesul pentru dorințele inconștiente, acestea înlocuind adesea povestirea tradițională.

### Eraserhead
În 1971, Lynch s-a mutat la Los Angeles, California pentru a studia la Conservatorul AFI. La conservator, Lynch a început să lucreze la primul său de film lung-metraj, Eraserhead, folosind o bursă de 10.000 de dolari, primită de la AFI. Bursa nu i-a fost suficientă pentru a termina filmul și în lipsă de buget, Eraserhead a fost filmat intermitent pană în 1977. Un film enigmatic, Eraserhead spune povestea unui tânăr tăcut (Jack Nance) trăind pe un maidan industrial, a cărei prietenă dă naștere unui copil ciudat, un mutant care plânge în continuu. Lynch s-a referit la Eraserhead ca la "povestea mea cu Philadelphia", ceea ce înseamnă că filmul reflectă toate elementele periculoase și angoasante pe când studia și trăia în Philadelphia ([1]). El a spus "acest sentiment m-a marcat profund. Si când a revenit la suprafață, a devenit Eraserhead". Filmul reflectă și teama regizorului de rolul de tată, personificată în copilul ciudat. Lynch refuză să discute despre cum a fost făcut copilul și o legendă urbană pretinde că acesta a fost creat dintr-un fetus de vacă îmbălsămat. Filmul final a fost inițial considerat că fiind imposibil de scos pe piață, dar mulțumită eforturilor distribuitorului Ben Barenholtz, a devenit un clasic. A fost de asemenea și un succes la public, lansându-l pe Lynch în avangarda filmului. Stanley Kubrick a spus că filmul este unul din favoritele sale absolute. Acesta a cimentat echipa de actori și tehnicieni care îi vor defini textura lucrărilor sale în anii următori, incluzându-i pe cameramanul Frederick Elmes, pe designerul de sunet Alan Splet și pe actorul Jack Nance.
The Elephant Man, Dune, Blue Velvet
Eraserhead a atras atenția producătorului Mel Brooks care l-a angajat pe Lynch pentru a regiza în anii '80 Elephant Man, o biografie a lui Joseph Merrick, un om cu o gravă diformitate, trăind din epoca victoriană. Filmul a fost un succes financiar și comercial și a câștigat opt nominalizări la Oscar, printre care Cel mai bun regizor și Cel mai bun scenariu adaptat pentru Lynch. Filmul i-a stabilit și poziția de regizor hollywoodian viabil comercial, deși întunecat și neconvențional.  Apoi, Lynch a acceptat să regizeze o adaptare a povestirii SF Dune a lui Frank Herbert pentru compania De Laurentiis Entertainment Group a producătorului italian Dino De Laurentiis cu condiția ca aceasta să producă un al doilea proiect al lui Lynch, asupra căruia regizorul ar fi avut control creativ total. Deși De Laurentiis a sperat într-un al doilea Războiul stelelor, Dune (1984) al lui Lynch a fost un eșec comercial și critic, care a costat 45 de milioane de dolari și care a câștigat 27.4 milioane în Statele Unite. Filmul a fost ciopârțit prin montaj - cele 137 de minute au fost obținute din montajul de trei ore și jumătate al lui Lynch într-un fel care a făcut acțiunea de neînțeles. Studioul a scos pe piață versiunea mai lungă pentru televiziune în care s-au refolosit scene din versiunea lungă originală; totuși, principala condiție a fost ca anumite scene din altă parte a filmului să fie repetate de-a lungul poveștii ca să dea impresia că astfel filmul a devenit mai lung. În orice caz, nici această versiune nu a fost identică cu cea a lui Lynch, ci mai degrabă una despre care studioul a crezut că este mai de înțeles decât varianta care a rulat în cinematografe. Lynch a protestat contra acestor schimbări și a renegat versiunea lungă, a cărui regizor a fost creditat Allen Smithee. Aceasta versiune a fost comercializată pe video în lumea întreagă.
Cel de-al doilea film de Lynch finanțat de De Laurentiis a fost Blue Velvet din 1986, povestea unui student (Kyle MacLachlan) care descoperă partea negativă a orășelului său în timp ce face investigații despre o ureche tăiată găsită pe câmp. Filmul conține performanțe remarcabile ale actriței Isabella Rossellini în rolul unei tulburate cântărețe de bar și a lui Dennis Hopper în rolul unui criminal sociopat și lider al unui grup de gangsteri.
Blue Velvet are un succes enorm la critică și îi aduce lui Lynch a doua nominalizare la Oscar pentru cel mai bun regizor. Filmul introduce câteva elemente comune în lucrările sale, printre care femei abuzate, misterele micilor orașe, cântece vechi folosite în mod neconvențional. "Blue Velvet" cântat de Bobby Vinton și "In Dreams" de Roy Orbison sunt ambele prezentate în moduri deranjante. De asemenea, a fost prima colaborare cu compozitorul Angelo Badalamenti, care va contribui în continuare la toate filmele sale de lung metraj.
Twin Peaks, Wild at Heart, Industrial Symphonies, American Chronicles și Hotel Room
La sfârșitul anilor '80, Lynch a avut dificultăți în a găsi finanțare pentru câteva scenarii finalizate. Apoi a colaborat cu producătorul de televiziune Mark Frost pentru serialul Twin Peaks, despre un orășel din statul Washington care este locul câtorva întâmplări bizare. Serialul s-a centrat pe investigația morții unei eleve de liceu, Laura Palmer, făcută de agentul special FBI Dale Cooper (interpretat de Kyle MacLachlan). Investigația dezvăluie secretele multor locuitori ai orașului. Lynch a regizat șase episoade ale serialului, inclusiv episodul pilot, a scris și a colaborat la altele și chiar a jucat în câteva. 
Serialul a debutat la postul ABC Network pe 8 aprilie 1990 și s-a transformat cu timpul din succes cult în fenomen cultural. Nici un alt proiect al lui Lynch nu a fost acceptat atât de bine de către majoritatea publicului. Fraze cheie din serial au intrat în dialectul cultural și parodii au fost făcute în alte spectacole, în Saturday Night Live și în The Simpsons (Familia Simpson). Lynch a apărut pe coperta revistei Time în mare parte datorită succesului serialului. Lynch apare în serial în rolul șefului de birou FBI regional Gordon Cole, parțial surd, țipând în continuu.
Totuși, Lynch n-a fost de acord cu ABC Network în câteva aspecte, și mai ales în decizia de a revela sau nu pe ucigașul Laurei Palmer. Studioul a insistat ca revelația să fie făcută în al doilea sezon, dar Lynch a dorit ca misterul să dureze cât serialul. Lynch a devenit în curând demotivat de serial (mulți actori se vor plânge că se simt abandonați) și după ce a filmat episodul pilot a început să lucreze la Wild at Heart.
Adaptat după nuvela lui Barry Gifford, Wild at Heart este un film halucinant (un road movie) având în rolurile principale pe Nicholas Cage și pe Laura Dern. A câștigat Palme d'Or la Festivalul de la Cannes din 1990 dar a fost prost primit de către critici și de spectatorii americani. Mulți au ieșit în timpul pre-vizionărilor.
Veriga lipsă între Twin Peaks și Wild at Heart este Industrial Symphony No. 1: The Dream of the Broken Hearted. Filmul este o nouă colaborare cu compozitorul Angelo Badalamenti. În film sunt zece cântece cu Julee Cruise și câțiva membri ai echipei de actori din Twin Peaks ca și Nicholas Cage, Laura Dern. Lynch a descris spectacolul muzical ca "efectele de sunet ale muzicii și ale... happening-ului pe scenă. Si are o legătură cu...hm, sfârșitul unei relații". David Lynch a produs un film al spectacolului în 1990.
Între timp, Twin Peaks a suferit o scădere a popularității și a fost anulat în 1991. Totuși, Lynch a scris un scenariu despre ultimele șapte zile din viața Laurei Palmer, acțiunea petrecându-se înaintea celei din serial. Filmul rezultant, Twin Peaks: Fire Walk With Me (1992), a fost un eșec de box office și a primit cele mai proaste critici din cariera lui Lynch.
În această perioadă, împreună cu Mark Frost a scris și a regizat câteva episoade din comedia On the Air pentru ABC, comicăriile ridicole ale unui studio de televiziune din anii '50. În Statele Unite doar trei episoade au fost difuzate, desi șapte au fost filmate. În Olanda, VPRO a difuzat toate cele șapte episoade. Lynch a mai produs, cu Frost, și regizat documentarul de televiziune American Chronicles.
Lost Highway, The Straight Story, Mulholland Drive, INLAND EMPIRE
În 1997, Lynch a revenit cu filmul neliniar, negru, Lost Highway, scris împreună cu Barry Gifford și având în rolurile principale pe Bill Pullman și pe Patricia Arquette. Filmul a fost un eșec comercial și a primit critici împărțite. Totuși, datorită în parte coloanei sonore cu Marilyn Manson, Rammstein, Nine Inch Nails și Smashing Pumpkins, l-a ajutat pe Lynch să-și câștige o nouă audiență printre membrii Generației X. În 1999, Lynch și-a surprins fanii și criticii cu The Straight Story, o producție Disney, care este la prima vedere un film simplu și umil despre povestea adevarată a unui bătrân din Iowa (Richard Farnsworth) care conduce o secerătoare până în Wisconsin pentru a face pace cu fratele său bolnav. Filmul a primit critici pozitive și i-a câștigat o nouă audiență lui Lynch.
În același an, Lynch i-a abordat pe cei de la ABC încă odată cu ideea unei drame de televiziune. Rețeaua de televiziune i-a aprobat lui Lynch să filmeze un episod pilot de două ore pentru serialul Mulholland Drive, dar disputele despre conținut și lungime au făcut ca proiectul să fie definitiv îngropat.
Cu șapte milioane de dolari de la distribuitorul francez Canal Plus, Lynch a terminat episodul-pilot transformându-l în film. Mulholland Drive este o poveste enigmatică despre partea întunecată a Hollywood-ului și are în rolurile principale pe Naomi Watts, Laura Elena Harring și Justin Theroux. Filmul a fost un succes relativ de box office în lume și a fost un succes de critică. Lynch a câștigat premiul pentru Cel mai bun regizor la Festivalul de la Cannes în 2001 (ex-equo cu Joel Coen pentru The Man Who Wasn't There) și premiul pentru Cel mai bun regizor de la New York Film Critics Association.
În 2002, Lynch și-a tratat fanii cu o comedie de situații în propriul stil via site-ului său web personal – Rabbits, opt episoade de suprarealism, actorii purtând costume de iepure. Mai târziu, și-a dezvăluit experimentele de filmare în Video Digital (DV) în forma scurt-metrajului Darkened Room, în stil film de groază japonez.
La Festivalul de la Cannes din 2005, Lynch a anunțat că și-a petrecut mai mult de un an filmând noul său film digital în Polonia. Filmul, numit Inland Empire (cu litere mari), include colaboratori obișnuiți ai lui Lynch ca Laura Dern, Harry Dean Stanton și Justin Theroux, ca și pe Jeremy Irons. Lynch a descris filmul ca "un mister despre o femeie care are probleme". Este programat pentru 2006 și va fi primul lung-metraj filmat în întregime în DV.
În 2005, Lynch a creat o serie de scurt metraje pe site-ul său web, numite Dumb Land. În mod intenționat crud în conținut și execuție, serialul de opt episoade a fost mai târziu editat pe DVD.

## Moartea
În ianuarie 2025, Lynch a fost evacuat din casa sa din Los Angeles din cauza incendiilor din sudul Californiei. Aceste evenimente au precedat un declin terminal al sănătății sale, iar acesta a murit la casa fiicei sale din Los Angeles în dimineața zilei de 16 ianuarie, la vârsta de 78 de ani.

## Premii și onoruri
Lynch a câștigat de două ori premiul César pentru cel mai bun film străin și a fost președinte al juriului Festivalului de Film de la Cannes din 2002, unde a câștigat Palme d'Or în 1990. A fost onorat în 2002 de către guvernul francez cu Legiunea de Onoare.
A fost de trei ori nominalizat la Oscar pentru Cel mai bun regizor (The Elephant Man, Blue Velvet și Mulholland Drive), dar nu a câștigat niciodată.

## Colaboratori frecvenți
Lynch folosește deseori aceeași actori în producțiile sale:
Jack Nance apare în Eraserhead, Dune, Blue Velvet, The Cowboy and the Frenchman, Twin Peaks, Wild at Heart și Lost Highway
Kyle MacLachlan apare în Dune, Blue Velvet, Twin Peaks și Twin Peaks: Fire Walk With Me
Laura Dern apare în Blue Velvet, Wild at Heart, Industrial Symphony No. 1, și INLAND EMPIRE
Sheryl Lee apare în Twin Peaks, Wild at Heart și Twin Peaks: Fire Walk With Me
Harry Dean Stanton apare în The Cowboy and the Frenchman, Wild at Heart, Twin Peaks: Fire Walk With Me, Hotel Room, The Straight Story și INLAND EMPIRE
Michael J. Anderson apare în Twin Peaks, Industrial Symphony No. 1, Twin Peaks: Fire Walk With Me, și Mulholland Drive
Angelo Badalamenti apare în Blue Velvet, Twin Peaks, Wild at Heart, Lost Highway și Mulholland Drive
Grace Zabriskie apare în Twin Peaks, Wild at Heart, Twin Peaks: Fire Walk With Me și INLAND EMPIRE
Everett McGill apare în Dune, Twin Peaks și The Straight Story
Catherine E. Coulson apare în The Amputee, Twin Peaks și Twin Peaks: Fire Walk With Me
Miguel Ferrer apare în Twin Peaks, Twin Peaks: Fire Walk With Me și On the Air
Sherilyn Fenn apare în Twin Peaks și Wild at Heart
Alicia Witt apare în Dune, Twin Peaks, și Hotel Room
Frances Bay apare în Blue Velvet, Twin Peaks și Wild at Heart
Freddie Jones apare în The Elephant Man, Dune, Wild at Heart, Hotel Room și On the Air
Brad Dourif apare în Blue Velvet și Dune
Scott Coffey apare în Lost Highway, Mulholland Dr. și Rabbits
Laura Elena Harring apare în Mulholland Dr., Rabbits și INLAND EMPIRE
Naomi Watts apare în Mulholland Dr., Rabbits și INLAND EMPIRE
Multe din filmele lui Lynch au roluri mici jucate de muzicieni cu diferite grade de experiență de actorie: Sting în Dune, Chris Isaak în Fire Walk With Me, David Bowie în Fire Walk With Me, Julee Cruise în Twin Peaks și Fire Walk With Me, John Lurie în Wild at Heart, Marilyn Manson în Lost Highway, Henry Rollins în Lost Highway, și Billy Ray Cyrus în Mulholland Drive.
Lynch însăși apare în The Amputee, Dune, Twin Peaks, și Twin Peaks: Fire Walk With Me. A jucat și într-o scenă suprimată din Lost Highway.

## Influențe
Lynch a declarat că Câinele Andaluz ca având o influență majoră asupra stilului său.

## Viața privată
Lynch a fost căsătorit de trei ori:
1. Peggy Lentz (1967 - 1974), (o fiică Jennifer Chambers Lynch, regizoare)
2. Mary Fisk (1977-1987), (un fiu—Austin Jack Lynch)

```
#
Mary Sweeney
, (un fiu Riley Lynch)
```

## Diverse
În ciuda focusului său exclusiv asupra Americii, Lynch, ca și Woody Allen, are o mare audiență în Franța; INLAND Empire, Mulholland Drive, Lost Highway și Fire Walk With Me au fost toate finanțate de producători francezi.
- Lynch este întotdeauna evaziv în interviuri și refuză să discute detaliile și "adevăratele semnificații" ale filmelor sale, preferând ca spectatorii să își aibă propriile interpretări. Nici unul din filmele sale comercializate pe DVD nu are comentarii de regizor și unele (ceea ce este neobișnuit) nu au nici selecția capitolelor. Aceasta se datorează, în mare parte, credinței sale că un film trebuie văzut de la început la sfârșit fără întreruperi.
- Unele imagini sau tipuri de imagini sunt mărci comune în filmele lui Lynch. Acestea includ fumul, focul, electricitatea și becuri electrice (în special clipind sau stricate), răni traumatice la cap și diformități, străzi noaptea, câini, restaurante, cortine roșii, brațe sau mâini rănite, diverse utilizări ale culorii albastre, personaje feminine angelice și scene în cadru foarte apropiat. Deși interpretările variază, cei care studiază lucrările lui Lynch se acordă în general în faptul că astfel de imagini reprezintă teme bine definite.
- Cunoscutul critic de film Roger Ebert a fost întotdeauna defavorabil filmelor lui Lynch, chiar acuzându-l de misoginie în criticile scrise la Blue Velvet și Wild at Heart. Ebert a fost unul din puținii critici majori căruia să nu-i placă Blue Velvet. Totuși, a scris critici entuziaste pentru Mulholland Drive și The Straight Story.
- A avut bunici finlandezi.
- Lui Lynch îi plac prăjiturile, milkshake-urile de ciocolată și o mare varietate de carne.
- George Lucas, un fan al lui Eraserhead, i-a oferit lui Lynch ocazia să regizeze Întoarcerea lui Jedi, ceea ce el a refuzat, având sentimentul că aceasta ar fi mai mult viziunea lui Lucas decât a lui însuși.

## Meditația transcedentală
În decembrie 2005, Lynch a declarat la Washington Post că practică meditația transcedentală de două ori pe zi, câte 20 de minute, de 32 de ani. Pledează pentru folosirea ei pentru obținerea păcii pe pămant. A lansat Fundația David Lynch pentru educație bazată pe conștiință și pace pentru a finanța cercetarea despre efectele pozitive ale meditației transcedentale și promovează tehnica și viziunea sa printr-un turneu în campusurile universitare americane început în septembrie 2005. 
Lynch lucrează la crearea a șapte "fabrici de pace", fiecare cu 8000 de salariați practicând tehnici avansate de meditație transcedentală, care să "pompeze pace în lume". Estimează costul total la 7 milioane de dolari; în decembrie 2005 a cheltuit 40000 de dolari din banii personali și a strâns 1 milion din donații de la câțiva indivizi și organizații.

## Alte interese
Lynch l-a citat pe pictorul expresionist austriac Oskar Kokoschka ca fiind o inspirație pentru lucrările sale. L-a descris pe artistul Francis Bacon ca "pentru mine, tipul principal, eroul pictor numărul unu". Continuă să creeze instalații de artă și decoruri de scenă. In timpul liber, concepe și construiește obiecte de mobilier. Lynch este creatorul benzii desenate The Angriest Dog în the World.
Lynch este un mare fan al restaurantelor Bob's Big Boy. Intr-unul din ele de lângă casă Lynch a băut câte un milkshake de ciocolată aproape în fiecare zi timp de șapte ani, împreună cu "patru, cinci, șase, șapte cești de cafea - cu mult zahăr". Deși nu mai mănâncă zahăr, regizorul atribuie inspirația pentru multe din filmele sale și ideile sale acestei furii a zahărului din acea perioadă.
De asemenea, Lynch a conceput [davidlynch.com], un site exclusiv cu plată unde pot fi vizionate scurt metraje, interviuri și alte creații. Site-ul prezintă și o rubrică meteo zilnică, unde Lynch descrie pe scurt vremea în Los Angeles, orașul său de reședință.
Lynch adoră filmul Vrăjitorul din Oz și face referințe frecvente la el în filmele sale, cele mai evidente fiind în Wild at Heart.

## Citate
"Ei bine, există multe tipuri de film. Multe dintre ele, în zilele noastre, nu cer multă gândire. Asta mă supără mult. Mă supără părerea că publicul nu e obișnuit să gândească, și vrea doar ca alții să îi explice totul, să îi servească totul. E o mare porcărie. Oamenilor le place să gândească. Suntem cu toții detectivi. Ne place să observăm, să deducem. E grozav să fii atent. E foarte distractiv. E important să nu ne temem să fim atenți, să nu e temem să ne folosim intuiția; și dacă vom gândi sau simți așa, vom ajunge la o concluzie."
"Nu-mi amintesc aproape niciodată visele. Dar ideea visului și felul în care funcționează visele mă fascinează. Visul este o poveste, cu structura unei povești. Păstrez mai mult senzația viselor. În opinia mea, cel mai bine este să combin suprafața unei povești simple cu senzația unui vis, cu abstracția posibilă într-un vis."
"Îmi place o poveste care evoluează în multe episoade. Este singurul lucru care mă atrage către televiziune. Pentru că celelalte sunt doar suferință și plictis."
"Pentru mine, numele acestei străzi, simpla existență a ei, conștiința că această stradă există, îmi dă un sentiment de adânc mister. În unele momente, Mulholland Drive pare foarte liniștit și frumos. În altele, este absolut misterios și cu un element foarte clar de frică. Poate că vine de la împrejurimile sale, de la faptul că dintr-o parte poți vedea întreaga vale (San Fernando), și din alta, Hollywood. Aceasta a fost una din primele idei care mi-au venit, a fost baza."
"Trebuie să notezi totul imediat, chiar dacă este doar un fragment. Trebuie să notezi fiecare idee excitantă pe loc, altfel este pierdută. Uneori uit să fac asta și îmi reamintesc doar că ideea era fantastică dar nu nu pe ea însăși – și asta mă înnebunește."
"Odată ce te îndrăgostești de o idee, e atât de excitant. Nu e mare lucru de făcut ci doar să te scufunzi în lumea ei pe cât de mult poți și să fii sincer. E ca o rătăcire. Și rătăcirea este frumusețe."

## Discografie

### Albume
- BlueBob (with John Neff, 2001)
- Ghost of Love EP (2007)
- The Air is on Fire: Soundscape (2007)
- Polish Night Music (with Marek Żebrowski, 2008)
- Danger Mouse and Sparklehorse: Dark Night of the Soul (2010; Lynch is featured on two songs.)
- This Train (with Chrysta Bell, 2011)
- Crazy Clown Time (2011)
- The Big Dream (2013)

### Single-uri
- "Good Day Today" / "I Know" (2010)

## Filmografie

### Features
| An   | Film                          | Oscar       | Oscar | BAFTA       | BAFTA | Golden Globe | Golden Globe | Cannes Film Festival | Cannes Film Festival |
| An   | Film                          | Nominations | Wins  | Nominations | Wins  | Nominations  | Wins         | Nominations          | Wins                 |
| ---- | ----------------------------- | ----------- | ----- | ----------- | ----- | ------------ | ------------ | -------------------- | -------------------- |
| 1977 | Eraserhead                    |             |       |             |       |              |              |                      |                      |
| 1980 | The Elephant Man              | 8           |       | 7           | 3     | 4            |              |                      |                      |
| 1984 | Dune                          | 1           |       |             |       |              |              |                      |                      |
| 1986 | Blue Velvet                   | 1           |       |             |       | 2            |              |                      |                      |
| 1990 | Wild at Heart                 | 1           |       | 1           |       | 1            |              | Palme d'Or           | Palme d'Or           |
| 1992 | Twin Peaks: Fire Walk with Me |             |       |             |       |              |              | Palme d'Or           |                      |
| 1997 | Lost Highway                  |             |       |             |       |              |              |                      |                      |
| 1999 | The Straight Story            | 1           |       |             |       | 2            |              | Palme d'Or           |                      |
| 2001 | Mulholland Drive              | 1           |       | 2           | 1     | 4            |              | Palme d'Or           | Best Director        |
| 2006 | Inland Empire                 |             |       |             |       |              |              |                      |                      |

### Short films
| Year | Film                               | DVD availability                 | Blu-ray availability  |
| ---- | ---------------------------------- | -------------------------------- | --------------------- |
| 1967 | Six Men Getting Sick (Six Times)   | The Short Films of David Lynch   | Eraserhead Blu-ray    |
| 1967 | Absurd Encounter with Fear         | The Lime Green Set               |                       |
| 1967 | Fictitious Anacin Commercial       | The Lime Green Set               |                       |
| 1968 | The Alphabet                       | The Short Films of David Lynch   | Eraserhead Blu-ray    |
| 1970 | The Grandmother                    | The Short Films of David Lynch   | Wild at Heart Blu-ray |
| 1974 | The Amputee                        | The Short Films of David Lynch   | Eraserhead Blu-ray    |
| 1988 | The Cowboy and the Frenchman       | The Short Films of David Lynch   |                       |
| 1990 | Industrial Symphony No. 1          | The Lime Green Set               |                       |
| 1995 | Premonition Following An Evil Deed | The Short Films of David Lynch   | Wild at Heart Blu-ray |
| 2002 | Darkened Room                      | Dynamic 1                        | Lost Highway Blu-ray  |
| 2002 | Dumbland                           | Dumbland DVD, The Lime Green Set | Wild at Heart Blu-ray |
| 2006 | Ballerina                          | Extra on Inland Empire DVD       |                       |
| 2007 | Absurda                            |                                  |                       |
| 2007 | Boat                               | Dynamic 1                        | Lost Highway Blu-ray  |
| 2007 | Bug Crawls                         | Dynamic 1                        | Lost Highway Blu-ray  |
| 2007 | Industrial Soundscape              | Dynamic 1                        |                       |
| 2007 | Lamp                               | Dynamic 1                        |                       |
| 2007 | Out Yonder Neighbor Boy            | Dynamic 1                        |                       |
| 2007 | Intervalometer Experiments         | Dynamic 1                        |                       |
| 2008 | Scissors                           | The Lime Green Set               |                       |
| 2010 | Lady Blue Shanghai                 |                                  |                       |
| 2011 | The 3 Rs                           | Viennale's website               |                       |
| 2013 | Idem Paris                         |                                  |                       |

### Television series
| Year      | Series                                                    | Episodes |
| --------- | --------------------------------------------------------- | -------- |
| 1990–1991 | Twin Peaks                                                | 30       |
| 1992      | On the Air                                                | 7        |
| 1993      | Hotel Room                                                | 3        |
| 2010–2013 | The Cleveland Show (voice actor only - Gus the Bartender) | 17       |
| 2012      | Louie (actor only)                                        | 2        |

### Online series
| Year | Series                                                              | Episodes | Available on DVD       |
| ---- | ------------------------------------------------------------------- | -------- | ---------------------- |
| 2002 | Rabbits                                                             | 8        | The Lime Green Set DVD |
| 2002 | Dumbland                                                            | 8        | The Lime Green Set DVD |
|      | Out Yonder                                                          |          | The Lime Green Set DVD |
| 2009 | Interview Project Arhivat în 19 noiembrie 2010, la Wayback Machine. |          |                        |

### Music videos
| Year | Song                           | Musician        |
| ---- | ------------------------------ | --------------- |
| 1982 | "I Predict"                    | Sparks          |
| 1990 | "Wicked Game" (film version)   | Chris Isaak     |
| 1995 | "Longing"                      | X Japan         |
| 1999 | "Thank You Judge"              | David Lynch     |
| 2009 | "Shot in the Back of the Head" | Moby            |
| 2010 | "I Touch A Red Button Man"     | Interpol        |
| 2011 | "Crazy Clown Time"             | David Lynch     |
| 2013 | "Came Back Haunted"            | Nine Inch Nails |
| 2013 | "Lykke Li - I'm Waiting Here"  | David Lynch     |

## Premii și nominalizări
| An   | Categorie               | Film             | Rezultat     |
| ---- | ----------------------- | ---------------- | ------------ |
| 1980 | Best Director           | The Elephant Man | Nominalizare |
| 1980 | Best Adapted Screenplay | The Elephant Man | Nominalizare |
| 1987 | Best Director           | Blue Velvet      | Nominalizare |
| 2002 | Best Director           | Mulholland Dr.   | Nominalizare |

| An   | Categorie       | Film             | Rezultat     |
| ---- | --------------- | ---------------- | ------------ |
| 1981 | Best Direction  | The Elephant Man | Nominalizare |
| 1981 | Best Screenplay | The Elephant Man | Nominalizare |

| An   | Categorie     | Film                          | Rezultat                                                       |
| ---- | ------------- | ----------------------------- | -------------------------------------------------------------- |
| 1990 | Golden Palm   | Wild at Heart                 | Câștigat                                                       |
| 1992 | Golden Palm   | Twin Peaks: Fire Walk with Me | Nominalizare                                                   |
| 1999 | Golden Palm   | The Straight Story            | Nominalizare                                                   |
| 2001 | Best Director | Mulholland Dr.                | Câștigat Împărâit cu Joel Coen pentru The Man Who Wasn't There |
| 2002 | Golden Palm   | Mulholland Dr.                | Nominalizare                                                   |

| An   | Categorie                                              | Film             | Rezultat     |
| ---- | ------------------------------------------------------ | ---------------- | ------------ |
| 1980 | Outstanding Directorial Achievement in Motion Pictures | The Elephant Man | Nominalizare |

| An   | Categorie                                         | Film                                     | Rezultat     |
| ---- | ------------------------------------------------- | ---------------------------------------- | ------------ |
| 1990 | Outstanding Achievement in Main Title Theme Music | Twin Peaks                               | Nominalizare |
| 1990 | Outstanding Achievement in Music and Lyrics       | Twin Peaks for the song "Into the Night" | Nominalizare |
| 1990 | Outstanding Directing in a Drama Series           | Twin Peaks: Pilot Episode                | Nominalizare |
| 1990 | Outstanding Writing in a Drama Series             | Twin Peaks: Pilot Episode                | Nominalizare |
| 1990 | Outstanding Drama Series                          | Twin Peaks                               | Nominalizare |

| An   | Categorie       | Film             | Rezultat     |
| ---- | --------------- | ---------------- | ------------ |
| 1980 | Best Director   | The Elephant Man | Nominalizare |
| 1987 | Best Screenplay | Blue Velvet      | Nominalizare |
| 2002 | Best Director   | Mulholland Dr.   | Nominalizare |
| 2002 | Best Screenplay | Mulholland Dr.   | Nominalizare |

| An   | Categorie                                         | Film                         | Rezultat     |
| ---- | ------------------------------------------------- | ---------------------------- | ------------ |
| 1987 | Best Director                                     | Blue Velvet                  | Nominalizare |
| 1987 | Best Screenplay                                   | Blue Velvet                  | Nominalizare |
| 2000 | Best Director                                     | The Straight Story           | Nominalizare |
| 2007 | Special Distinction Award (Shared with Laura Dern | for their collaborative work | Câștigat     |

| An   | Categorie         | Film                          | Rezultat     |
| ---- | ----------------- | ----------------------------- | ------------ |
| 1993 | Best Writing      | Twin Peaks: Fire Walk with Me | Nominalizare |
| 1993 | Life Career Award |                               | Câștigat     |
| 2002 | Best Director     | Mulholland Dr.                | Nominalizare |

| An   | Categorie                          | Film          | Rezultat |
| ---- | ---------------------------------- | ------------- | -------- |
| 2006 | Future Film Festival Digital Award | Inland Empire | Câștigat |
| 2006 | Career - Golden Lion               |               | Câștigat |

| An   | Categorie                              | Film             | Rezultat     |
| ---- | -------------------------------------- | ---------------- | ------------ |
| 1981 | Best Drama Adapted from Another Medium | The Elephant Man | Nominalizare |
| 1987 | Best Original Screenplay               | Blue Velvet      | Nominalizare |